# مصطفى سلطان
مصطفى سلطان (مواليد 2 فبراير 1992 هو لاعب كرة قدم مصري يلعب لصالح النادي المصري في مركز الجناح.